# Agrostis purpurascens
Agrostis purpurascens é uma espécie de gramínea do gênero Agrostis, pertencente à família Poaceae.